# Telets van Bulgarije
Telets was van ca. 762 tot 765 kan van Bulgarije en was een telg van de Oegajn-dynastie.

## Context
Zijn voorganger kan Vinech werd vermoord omdat hij koos voor vrede in de plaats van oorlog tegen de Byzantijnen. De adel koos uit hun midden een dynamische man van ongeveer dertig jaar oud, genaamd Telets. Hij ging onmiddellijk de confrontatie aan, maar werd door de Byzantijnen verslagen tijdens de slag bij Anchialus (763), niet ver van Pomorie.
Niet lang daarna werd hij van de macht verwijderd.